# مطار كولونيا بون الدولي
مطار كولونيا بون الدولي (بالألمانية: Flughafen Köln/Bonn Konrad Adenauer)(إياتا: CGN، إيكاو: EDDK) هو المطار الدولي لرابع أكبر مدينة في ألمانيا، ويخدم أيضًا بون، العاصمة السابقة لألمانيا الغربية. وتقع على بعد 14،8 كم (9 ميل) إلى الجنوب الشرقي من وسط مدينة كولونيا وعلى بعد 16 كم (9،9ميل) إلى الشمال الشرقي من مدينة بون. مر ما يقرب من 12.4 مليون مسافر عبره في عام 2017، يعد سابع أكبر مطار للركاب في ألمانيا وثالث أكبر مطار شحن. سمي المطار على اسم كونراد أديناور، وهو مواطن كولوني وهو أول مستشار لألمانيا الغربية بعد الحرب.

## نبذة تاريخية
في عام 1913 تولى أقلعت أول طائرة من منطقة هايد وانر للتدريب العسكري في رحلة استطلاعية. في عام 1939 تم بناء المطار لاستخدام سلاح الجو الألماني.
بعد الحرب العالمية الثانية سيطر الجيش البريطاني على المطار وتولى توسيعه. وجرى بناء مدرج بطول 1866 م في هذه الفترة. في عام 1951 افتتح المطار للملاحة الجوية المدنية.
خلال الخمسينات والستينات شيد اثنين من المدارج وصالة جديدة. في 1 نوفمبر 1970 أقلعت من المطار أول رحلة على متن طائرة بوينغ 747 إلى مدينة نيويورك.
في عام 1986 تم اختيار مطار مدينة كولونيا / بون كمركز أوروبا لخدمة الطرود البريدية لشركة يو بي أس.
في أواخر التسعينات بدأ المطار برنامج للتوسع. وقد تم بناء العديد من مواقف الطائرات الجديدة والصالة الثانية، وفي عام 2004 تم افتتاح محطة جديدة لسكك الحديد الرحلات الطويلة.

## شركات الطيران والوجهات

### الركاب
تقدم شركات الطيران التالية رحلات منتظمة موسمية وعارضة في مطار كولونيا بون:
| شركـات طيـران           | الوجهات |
| ----------------------- | --- |
| طيران إيجيان            | مطار أثينا الدولي موسمي: Thessaloniki |
| العربية للطيران         | مطار الناظور العروي |
| إير كايرو               | مطار الغردقة الدولي، مطار مرسى علم الدولي |
| طيران صربيا             | مطار نيكولا تسلا في بلغراد، مطار قسطنطين الأكبر في نيش |
| الأناضول جت             | مطار أنطاليا، مطار صبيحة كوكجن الدولي موسمي: مطار إيسنبوغا الدولي |
| الخطوط الجوية النمساوية | مطار فيينا الدولي |
| كوندور للطيران          | موسمي: مطار الغردقة الدولي (تستأنف 28 أكتوبر 2023) |
| Corendon Airlines       | مطار أنطاليا، Fuerteventura، مطار غران كناريا، مطار الغردقة الدولي، Lanzarote، مطار تينيريفي الجنوبي موسمي: مطار أضنة شاكرباشا، مطار إيسنبوغا الدولي، مطار ميلاس بودروم، Corfu، مطار دالامان، Edremit، مطار غازي عنتاب الدولي، مطار غازي باشا، Heraklion، مطار عدنان مندريس، Kayseri، Kos، مطار مرسى علم الدولي، مطار الناظور العروي، Rhodes، مطار طرابزون الدولي، Zonguldak |
| European Air Charter ‏   | موسمي عارض: Burgas، Varna |
| يورو وينجز              | مطار أثينا الدولي، مطار برشلونة الدولي، مطار برلين براندنبرغ، مطار بولونيا، مطار بودابست فرانز ليست الدولي، مطار كاتانيا-فونتاناروسا، مطار غران كناريا، مطار هامبورغ، Lanzarote، مطار لارنكا الدولي، مطار لشبونة، مطار لندن هيثرو، مطار مالبينسا، مطار ميونخ الدولي، مطار الناظور العروي، مطار ميورقة، مطار ليوناردو دا فينشي، مطار سراييفو الدولي، مطار سبليت، Thessaloniki، مطار تونس قرطاج الدولي، مطار فيينا الدولي، مطار زغرب، مطار زيورخ الدولي موسمي: مطار أليكانتي، مطار أنطاليا، Bari، مطار ميلاس بودروم، Brindisi، Burgas، Calvi، Corfu، مطار دوبروفنيك، مطار إدنبرة، مطار فارو، Fuerteventura، Heraklion، مطار الغردقة الدولي، مطار إيبيزا، مطار عدنان مندريس، مطار خيريز، Kavala، Kos، Kutahya، Lamezia Terme ‏، مطار مالقة الدولي، Menorca، مطار الحبيب بورقيبة الدولي، مطار نابولي، مطار نيس كوت دازور، Olbia، مطار باليرمو الدولي، مطار بيزا الدولي، مطار فاكلاف هافيل الدولي، Pula، Rhodes، مطار رييكا، مطار سانتوريني (ثيرا) الوطني، مطار ستوكهولم أرلاندا، مطار طنجة ابن بطوطة الدولي، مطار تينيريفي الجنوبي، مطار تيرانا الدولي، Varna، مطار بلنسية، مطار البندقية ماركو بولو، Verona، مطار يريفان الدولي، مطار زادار موسمي عارض: Arvidsjaur |
| فلاي أربيل              | مطار أربيل الدولي |
| Freebird Airlines       | مطار أنطاليا موسمي: Fuerteventura، مطار الغردقة الدولي، مطار شرم الشيخ الدولي، مطار تينيريفي الجنوبي |
| الخطوط الجوية الإيرانية | مطار الإمام الخميني الدولي |
| جيت تو دوت كوم          | موسمي: مطار برمينغهام (تبدأ في 6 ديسمبر 2023)، مطار مانشستر، مطار نيوكاسل |
| Leav Aviation           | موسمي: Heraklion (تبدأ في 24 يونيو 2023)، Kos (تبدأ في 23 يونيو 2023)، مطار ميورقة، Rhodes (تبدأ في 24 يونيو 2023) |
| لوفتهانزا               | مطار ميونخ الدولي |
| خطوط بيغاسوس            | مطار إيسنبوغا الدولي، مطار صبيحة كوكجن الدولي موسمي: مطار أضنة شاكرباشا، مطار أنطاليا، مطار ميلاس بودروم، Elazığ (تبدأ في 14 يونيو 2023)، مطار عدنان مندريس، Kutahya |
| الطيران الجديد تونس     | موسمي: مطار جربة جرجيس الدولي (تبدأ في 27 يونيو 2023)، مطار الحبيب بورقيبة الدولي (تستأنف 21 يونيو 2023) |
| رايان إير               | مطار أليكانتي، مطار أثينا الدولي، مطار برشلونة الدولي، مطار أوريو أل سيريو، مطار بولونيا، مطار بريستول، مطار كوبنهاغن، مطار دبلن الدولي، مطار غران كناريا، مطار كاتوفيتشي، مطار كاوناس، Lanzarote، مطار لشبونة، مطار لندن ستانستد، مطار مالقة الدولي، مطار مالطا الدولي، مطار مانشستر، مطار مراكش المنارة الدولي، مطار باليرمو الدولي، مطار ميورقة، Paphos، مطار بورتو الدولي، مطار ريغا الدولي، مطار ليوناردو دا فينشي، مطار إشبيلية، مطار صوفيا، مطار ستوكهولم أرلاندا، مطار تينيريفي الجنوبي، مطار بلنسية، مطار البندقية ماركو بولو، مطار فيينا الدولي، مطار وارسو مودلين موسمي: مطار الملك حسين الدولي، مطار بيارتس بلاد البشكنش ‏، Corfu، مطار فارو، Fuerteventura، Knock، Vitoria، مطار زادار |
| صن إكسبريس              | مطار أنطاليا، مطار عدنان مندريس موسمي: مطار أضنة شاكرباشا، مطار إيسنبوغا الدولي، مطار ميلاس بودروم، مطار دالامان، Kayseri |
| الخطوط الجوية التركية   | مطار إسطنبول الدولي موسمي: مطار أضنة شاكرباشا |
| ويز للطيران             | Craiova، مطار غدانسك ليخ فاونسا، مطار سكوبية الدولي، مطار تيرانا الدولي، Tuzla، Varna |

### الشحن
| شركـات طيـران         | الوجهات |
| --------------------- | --- |
| Air Canada Cargo      | مطار تورونتو بيرسون الدولي |
| Cargojet              | St. John's ‏ |
| Coyne Airways         | مطار فرانكفورت، مطار تبليسي الدولي، مطار يريفان الدولي |
| مصر للطيران للشحن     | مطار القاهرة الدولي |
| فيديكس إكسبرس         | مطار كيمبيغودا الدولي، مطار إنديانابوليس الدولي، مطار ممفيس الدولي، مطار باريس شارل ديغول، مطار بن غوريون الدولي |
| MNG Airlines          | مطار إسطنبول الدولي، مطار جون إف كينيدي الدولي |
| الخطوط الجوية التركية | مطار إسطنبول الدولي |
| خطوط يو بي إس الجوية  | مطار ألماتي الدولي، Ancona، مطار كيمبيغودا الدولي، مطار برشلونة الدولي، مطار بازل - ميلوز - فريبورغ الأوروبي، مطار أوريو أل سيريو، مطار بودابست فرانز ليست الدولي، مطار هنري كواندا الدولي، مطار كارديف الدولي، مطار أوهير الدولي، مطار انديرا غاندي الدولي، مطار دبي الدولي، مطار دبلن الدولي، East Midlands ‏، مطار إدنبرة، مطار جنيف الدولي، مطار هلسنكي فانتا، مطار هونغ كونغ الدولي، مطار إسطنبول الدولي، مطار كاتوفيتشي، مطار لندن ستانستد، Louisville، مطار ليون سانت إكسوبيري، مطار مدريد باراخاس الدولي، مطار مالمو، مطار مارسيليا، مطار فنوكوفو الدولي، مطار تشاتراباتي شيفاجي الدولي، مطار ميونخ الدولي، مطار نيوآرك ليبرتي الدولي، Oslo، Ostrava، مطار باريس شارل ديغول، مطار فيلادلفيا الدولي، مطار بورتو الدولي، مطار فاكلاف هافيل الدولي، مطار كيفلافيك الدولي، مطار روما شيامبينو، مطار شانغهاي بودنغ الدولي، مطار الشارقة الدولي، مطار شينزين باوان الدولي، مطار شانغي سنغافورة، مطار ستوكهولم أرلاندا، مطار صوفيا، مطار تايوان تاويوان الدولي، مطار بن غوريون الدولي، مطار ترايان فويا الدولي، مطار بلنسية، مطار البندقية ماركو بولو، مطار فيينا الدولي، مطار وارسو فريدريك شوبان، مطار فروتسواف |

## الإحصائيات
شاهد source Wikidata query and sources.
| السنة                                   | الركاب       | التغير    | الشحن (طن متري) |
| --------------------------------------- | ------------ | --------- | --------------- |
| 2000                                    | 6,291,739    | 138,434   | 423,641         |
| 2001                                    | ▼ 5,705,819  | ▼ 134,950 | ▲ 443,040       |
| 2002                                    | ▼ 5,375,126  | ▼ 125,307 | ▲ 494,331       |
| 2003                                    | ▲ 7,758,655  | ▲ 139,872 | ▲ 518,493       |
| 2004                                    | ▲ 8,332,961  | ▼ 136,927 | ▲ 605,069       |
| 2005                                    | ▲ 9,452,185  | ▲ 140,775 | ▲ 636,887       |
| 2006                                    | ▲ 9,904,236  | ▼ 139,096 | ▲ 685,563       |
| 2007                                    | ▲ 10,471,657 | ▼ 138,837 | ▲ 704,649       |
| 2008                                    | ▼ 10,342,931 | ▼ 128,713 | ▼ 578,161       |
| 2009                                    | ▼ 9,739,581  | ▼ 120,675 | ▼ 552,363       |
| 2010                                    | ▲ 9,849,779  | ▲ 121,011 | ▲ 656,120       |
| 2011                                    | ▼ 9,623,398  | ▼ 117,715 | ▲ 742,372       |
| 2012                                    | ▼ 9,280,070  | ▲ 125,335 | ▲ 751,183       |
| 2013                                    | ▼ 9,077,346  | ▼ 120,385 | ▼ 739,569       |
| 2014                                    | ▲ 9,450,493  | ▲ 123,241 | ▲ 754,356       |
| 2015                                    | ▲ 10,338,375 | ▲ 128,616 | ▲ 757,717       |
| 2016                                    | ▲ 11,910,138 | ▲ 136,905 | ▲ 786,407       |
| 2017                                    | ▲ 12,384,223 | ▲ 141,338 | ▲ 838,526       |
| 2018                                    | ▲ 12,945,341 | ▲ 144,204 | ▲ 859,396       |
| 2019                                    | ▼ 12,368,519 | ▼ 142,486 | ▼ 814,573       |
| 2020                                    | ▼ 3,081,159  | ▼ 78,867  | ▲ 863,410       |
| 2021                                    | ▲ 4,253,568  | ▲ 79,214  | ▲ 985,754       |
| 2022                                    | ▲ 8,756,712  | ▲ 120,975 | ▼ 971,442       |
| Source: ADV German Airports Association |              |           |                 |

## وصلات خارجية
- مطار كولونيا بون نسخة محفوظة 1 يناير 2012 على موقع واي باك مشين. (الموقع الرسمي)